# Ђелања Алта (Мачерата)
Ђелања Алта (итал. Gelagna Alta) насеље је у Италији у округу Мачерата, региону Марке.
Према процени из 2011. у насељу је живело 10 становника. Насеље се налази на надморској висини од 752 м.